# 필니츠 선언

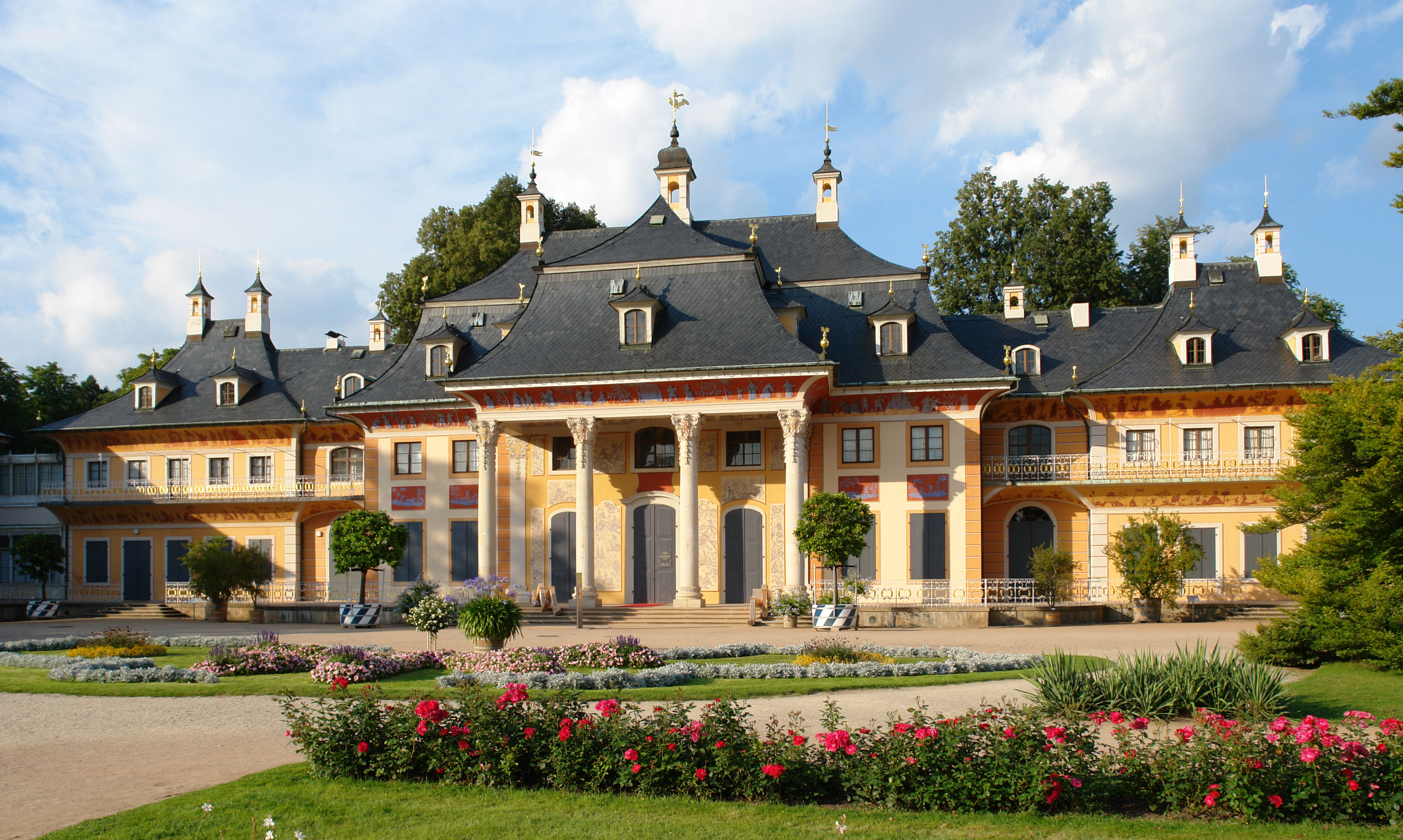
현재의 필니츠 성

필니츠 선언(Declaration of Pillnitz)는 1791년 8월 27일에 신성로마제국 황제 레오폴트 2세(1790~92년)와 프로이센 국왕 프리드리히 빌헬름 2세(1786~97년)가 공동으로 발표한 선언문이다. 형식적인 구두 외교였지만, 프랑스 혁명파와 망명 귀족에게 최후통첩이라는 오해를 사 역효과를 불러와 프랑스 혁명 전쟁(1792~1802년)의 원인이 되었다.
프랑스 혁명(1789년)으로 왕권이 축소되자 불만스러웠던 루이 16세가 국외망명을 시도하다 발각되어 유폐된후 왕권이 의회에 의해 정지되었다. 오스트리아의 레오폴트 2세는 자신의 여동생이자 프랑스 왕비인 마리 앙투아네트를 비롯한 부르봉 왕가의 신변안전과 왕권의 복위를 돕고자 했다. 이를 위해 프로이센과 협력하여 프랑스 혁명세력을 압박하기 위해 필니츠 선언을 하게 되었다.

## 개요
프랑스 혁명(1789년)으로 정국의 주도권을 잡은 국민의회는 국왕의 권한을 축소시키며 프랑스를 입헌군주제 국가로 만들어 나갔다. 이에 대해 불만스러웠던 루이 16세는 가족들과 함께 1791년 6월 20일 파리를 탈출하여 오스트리아로 망명을 시도하였다. 탈출시도는 프랑스 동북부 바렌에서 발각되어 군인들에 의해 일가족이 파리로 이송되면서 막을 내렸다. 루이 16세는 탕플 탑에 유폐되었고 의회는 왕권을 중지시켰다.
이 소식을 접한 오스트리아의 레오폴트 2세는 여동생 마리 앙투아네트(프랑스 왕비)와 조카들, 즉 부르봉 왕가를 신변안전을 염려하게 되었다. 그래서 그는 1791년 7월 5일에 파도바에서 각국의 군주들에게 회람을 보내 프랑스 부르봉 왕가의 원조를 요청했다. 하지만 영국은 물론, 부르봉 왕가의 분가였던 스페인 및 다른 여동생인 마리아 카타리나가 시집가 있는 나폴리, 부르봉 왕가의 옛 동맹 사르데냐도 협력을 거절했다. 러시아의 예카테리나 2세는 반혁명에는 협조적이었지만 뇌졸중 환자인 처지였다. 그나마 호소에 응한 것은 스웨덴의 국왕 구스타프 3세와 프로이센의 국왕 프리드리히 빌헬름 2세로, 7월 25일 오스트리아와 프로이센은 군사 동맹을 맺었다.
1791년 8월 4일, 오스트리아가 오스만 제국과 휴전 조약을 체결하여 뒤를 걱정할 염려가 없어졌기 때문에 코블렌츠에 모인 망명 귀족들은 프랑스에 즉시 침공을 주장했고, 루이 16세의 동생인 아르투아 백작과 샤를 알렉상드르 드 칼론을 파견했다. 그러나 시간이 지나면서 냉정함을 되찾은 레오폴트 2세는 개인적인 감정으로 국가의 대사를 결정하는 것이 신중하지 못함을 깨닫고 침공에 소극적이 되었다. 여동생 마리 앙투아네트의 편지를 통해 루이 16세의 왕권은 7월 15일부로 복위되었으며 프랑스의 헌법에 선서하면서 거짓으로 혁명에 협력하기로 했다는 사실을 알게 되었고, 직접적인 군사행동보다는 그 편이 바람직하다고 생각하게 되었다.
1791년 8월 24일 신성 로마 제국의 레오폴트 2세 황제와 프로이센 왕국의 프리드리히 빌헬름 2세 국왕, 작센 선제후국의 프리드리히 아우구스트 3세 선제후가 모여, 작센의 필니츠 성에서 회견을 하였다. 회담의 주요 내용은 폴란드 분할하는 데 있어 양국이 공동 보조를 취한다는 것이었다. 그러나 아르투아 백작의 열성적인 설득에 영향을 받아 프랑스에 대한 외교적인 압박을 선언문 형식으로 내놓기로 동의하고 8월 27일에 《필니츠 선언》이라는 제목의 짧은 공동선언문을 발표했다. 이 선언을 글자 그대로 해석하면 “프랑스 국왕의 문제는 유럽 전체 군주의 공통 관심사”이며, 프랑스 국왕을 “완전하게 자유로운 상태”로 만들기 위해 두 군주는 “필요한 무력을 사용하여 즉시 조치를 취하겠다”고 결의하는 내용이었다. 그러나 실제로는 수사적 위협에 불과했고 전쟁 의지나 그 준비는 없었다.
그런데 이 선언은 망명 귀족을 매우 기쁘게 했고, 역시 루이 16세의 또다른 동생 프로방스 백작이 9월 10일 헌법 비준에 반대하는 맹렬한 항의 성명을 내고 협박의 강도를 더했다.
| “ | 만약 광신적인 악업으로 전하(루이 16세)에게 위해를 가한다면, 외국 열강의 군대가 파리를 초토화시킬 것임을 파리 시민은 알아야 한다. | ” |

그러나 이것이 오히려 혁명파의 분노를 사서, 온건한 정당인 지롱드 당에서도 주전파라는 그룹이 등장하여 외국과 싸워 국왕의 반혁명을 폭로하자고 주장했다. 또한 애국심의 고양은 파리의 상 퀼로트들을 더욱 과격하게 자극했다.
어쨌든 필니츠 선언은 프랑스 혁명이 유럽 전체를 둘러싼 전쟁으로 발전하는 계기가 되었다.

## 같이 보기
- 프랑스 혁명
- 바렌느 사건
- 프랑스 혁명 전쟁

## 참고 문헌
- Samuel F. Scott; Rothaus, Baryy (1985년), 《『Historical Dictionary of the French revolution, 1789-1799』》 1&2, Greenwood